# Крістофер Аткінс
Крістофер Аткінс (англ. Christopher Atkins Bomann; нар. 21 лютого 1961) — американський актор. Найбільш відомий завдяки своїй дебютній ролі у фільмі «Блакитна лагуна».

## Біографія
Крістофер Аткінс народився 21 лютого 1961 року в місті Рай округу Вестчестер, штат Нью-Йорк. Спочатку працював охоронцем і інструктором з плавання. Став знаменитим після виконання першої ж своєї ролі у фільмі «Блакитна лагуна». Не маючи ніякого акторського досвіду, Крістофер Аткінс обійшов близько двох тисяч претендентів на цю роль. Був номінований на премію «Золотий глобус» у категорії найкращий акторський дебют. Після успіху фільму «Блакитна лагуна», Аткінс з'явився на обкладинках кількох десятків журналів для підлітків і став одним з перших пінап-чоловіків моделей. У 1982 році він з'явився на обкладинці еротичного журналу Playgirl. Аткінс зіграв головні ролі у фільмах «Піратський фільм» (1982) з Крісті Макнікол, і «Ніч на небесах» (1983) з Леслі Енн Воррен. За обидва фільми він був висунутий на анти-премію «Золота малина» за найгіршу чоловічу роль, і отримав анти-нагороду за «Ніч на небесах». З 1983 по 1984 рік грав роль другого плану в мильній опері «Даллас», де виконав грав роль Пітера Річардса, молодого коханця Сью Еллен Юінг. Починаючи із середини 1980-х Аткінс знімався лише в низькобюджетних фільмах. За роль у фільмі «Слухай мене» (1989), Аткінс отримав ще одну анти-премію «Золота малина» за найгіршу чоловічу роль другого плану і в той же рік номінувався як найгірший актор десятиліття.

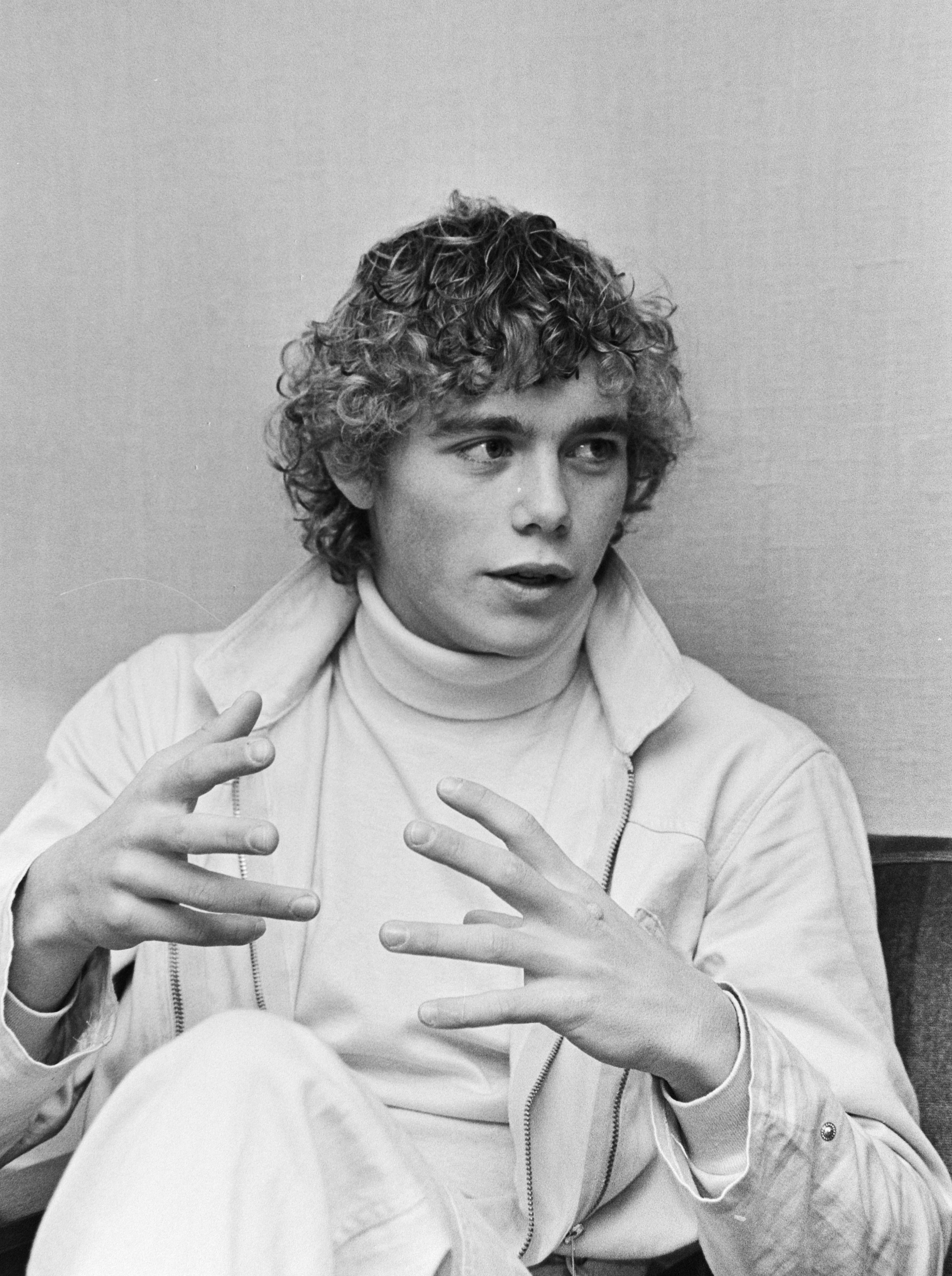
1981 рік

## Особисте життя
З 25 травня 1985 по 2007 рік був одружений з Лін Баррон, у них народилося двоє дітей.

## Фільмографія
- 1980 — Блакитна лагуна / The Blue Lagoon
- 1983 — Даллас  / Dallas
- 1995 — Проект «Переслідувач тіні» 3 / Project Shadowchaser III
- 1996 — Це моя вечірка / It's My Party
- 1999 — Ліма: Порушуючи мовчання / Lima: Breaking the Silence
- 2003 — Бойова бригада / The Librarians
- 2006 — Підземна пастка / Caved In: Prehistoric Terror
- 2008 — Шанс китайця / Chinaman's Chance
- 2011 — Код убивці / Assassins' Code